# 中國國民黨中央政治委員會
中国国民党中央政治委员会（中央政治会议），简称“中政会”，是中國國民黨下轄的一個機關。

## 历史
初为中国国民党的政治咨询机关。1923年1月2日宣布的《中国国民党总章》中规定中央党部设五个部以及政治委员会与法制、农工、军事、妇女等五个委员会平列，政治委员会负责调查国内外政治经济状况，研究国外经济改革计划。
1924年7月11日首次设立政治委员会，对中国国民党中央执行委员会负责。施行领袖制，孙中山任委员会主席，高等顾问鲍罗廷，主席指定七名委员胡汉民、汪精卫、廖仲恺、戴季陶、谭平山（后改瞿秋白）、伍朝枢、邵元冲等。孙中山逝世后，由胡汉民接任主席。1925年7月1日改组为政治决策指导机关，并推选国民政府主席汪精卫担任中政会主席。
1926年1月23日，中国国民党二届一中全会通过《中央执行委员会政治委员会组织条例》，确定政治委员会隶属中央执行委员会，为中央执行委员会特设之政治指导机关，政治委员由中执会推任，汪精卫继任主席，并实行主席制。
1926年中山舰事件后，因汪精卫去职，3月推选谭延闿继任中政会主席。
1926年7月6日，在即将开始北伐战争背景下，中国国民党中央执行委员会临时全体会议决定政治委员会与中执会常务委员会每星期合开会议一次，此会定名为“中央政治会议”。7月13日，中央常务委员会推举蒋介石、汪精卫、胡汉民等21人为新组成的中央政治会议委员，由蒋介石任主席。
1927年3月的中国国民党二届三中全会，决定取消此前常务委员会与政治委员会合开的“政治会议”，恢复中执会的权力中枢地位，推举汪精卫等15人组成中央政治委员会，以汪精卫、谭延闿、孙科、徐谦、宋子文、顾孟余、谭平山7人组成主席团，施行主席团制。
1927年四一二事件后，蒋介石在南京另设“中央政治会议”，以胡汉民为主席，这个中央政治会议推举出南京国民政府。
1927年9月，宁汉合流，组成中国国民党中央特别委员会，特委会决定撤销中政会。特委会结束后，1928年1月11日，中央政治会议恢复。1928年2月2日，中国国民党二届四中全会通过《政治委员会改组案》，“政治委员会”改称“政治会议”。3月7日，蒋介石被推举为中政会主席，实行主席制。
1928年10月3日，国民党中常会通过《训政纲领》，规定中国国民党全国代表大会代表国民大会领导国民行使政权；全国代表大会闭幕期间，以政权托付中执会执行之；《中央政治会议暂行条例》规定中政会是“全国实行训政之最高指导机关，对于中央执行委员会负其责任”，“指导监督国民政府重大国务之施行”。
1931年4月发生汤山事件造成了国民党大分裂，反蒋派在广州另立国民党中央，形成了宁粤对立的局面。“九一八事变”的爆发迫使双方和解，“精诚团结”、“共赴国难”。1931年12月，中国国民党四届一中全会决定，中政会改主席制为常委制，实施集体领导，推举蒋介石、汪精卫、胡汉民为常务委员，常委轮流任主席。
1935年12月7日，中国国民党五届一中全会决定，“政治会议”恢复为“政治委员会”，常委制改为正副主席制，推举汪精卫为主席、蒋介石为副主席。
1937年11月17日，中国国民党中常会议决政治委员会停止开会，其职权交国防最高会议（1939年改设为国防最高委员会）代行。
1946年3月，中国国民党六届二中全会决定撤销国防最高委员会。4月1日，中国国民党中常会推举蒋介石为中政会主席，实行主席制。
1949年4月28日，中国国民党中常会通过组织非常委员会，代行中政会职权的议决。1949年7月，“中国国民党非常委员会”成立，中政会不撤自消。

## 历任主席
1. 孙中山
2. 胡汉民
3. 汪兆铭
4. 谭延闿
5. 蒋中正
6. 胡汉民
7. 蒋中正
8. 汪兆铭
9. 蒋中正

## 分会

### 中国国民党中央政治委員會广州分会
1926年12月中国国民党中央党部离粤迁汉口后在广州设立政治分会。1927年9月中国国民党中央特别委员会议决取消广州政治分会。1928年2月，国民党中央决定恢复设立广州政治分会。1928年3月7日，中央政治会议特任李济深、戴季陶、陈铭枢等九人为广州政治分会委员，李济深为主席。1929年3月国民党三大决定取消各地政治分会而结束。

### 中国国民党中央政治委員會开封分会
1927年宁汉分裂后，武汉的中国国民党中央政治委员会主席团为争取冯玉祥，于1927年6月10日决定设立中央政治委员会开封分会，冯玉祥为主席，于右任、徐谦等十一人为委员，指导陕、甘、豫三省的党务政务。1927年9月，中国国民党中央特别委员会议决取消各地政治分会。1928年2月，中国国民党二届四中全会决定设立政治会议开封分会。1929年3月15日国民党三大决议撤销各地政治分会。

### 中国国民党中央政治委員會武汉分会
1926年9月北伐军攻克汉口、汉阳后，国民党中执会决定设立武汉政治分会。1927年2月中央党部正式在汉办公，武汉组织分会结束。但蒋介石以中央政治会议名义在南昌召开临时会议，决议在武汉组织“中央政治分会”，任命宋庆龄、徐谦、宋子文、孙科等十三人为委员。
宁汉二度分裂后，汪精卫派唐生智另立政治委员会武汉分会，未被南京当局承认。1928年2月中国国民党二届四中全会通过《政治委员会改组案》，决定恢复政治会议武汉分会，李宗仁为主席，指导两湖地区的党务政务，程潜、白崇禧等十一人为委员。1929年3月国民党三大议决取消各地政治分会而结束。

### 中国国民党中央政治委員會北平分会
1926年1月，国民党二大决定于各重要地区设立政治分会。1927年3月1日北京政治分会成立。1927年6月改称北平政治分会。1927年9月中国国民党中央特别委员会决议取消各地政治分会。1928年2月中国国民党二届四中全会议决恢复北平分会。1928年7月二次北伐攻占北平，成立政治会议北平临时分会，李煜瀛、阎锡山、冯玉祥等十三人为委员，李煜瀛为主席，阎锡山代理主席。1928年8月23日李煜瀛辞职，张继任主席。1929年3月国民党三大决定取消各地政治分会而结束。